# Saint-Étienne-du-Vauvray
Saint-Étienne-du-Vauvray är en kommun i departementet Eure i regionen Normandie i norra Frankrike. Kommunen ligger i kantonen Louviers-Nord som tillhör arrondissementet Les Andelys. År 2022 hade Saint-Étienne-du-Vauvray 890 invånare.

## Befolkningsutveckling
Antalet invånare i kommunen Saint-Étienne-du-Vauvray
Referens:INSEE